# Szabolcsi Miksa
Szabolcsi Miksa, születési nevén Weinstein Miksa (Nyírtura, 1857. augusztus 27. – Balatonfüred, 1915. június 17.) újságíró, lapszerkesztő, a magyar zsidó újságírás egyik megteremtője. Szabolcsi Bence (1899–1973) zeneesztéta és Szabolcsi Lajos (1889–1943) író apja.

## Pályája
Kezdetben rabbinak készült, de inkább érzett hivatást az újságíráshoz. Tanulmányai befejeztével egy gazdag zsidó családnál volt házitanító Hajdúsámsonban. Itt több dolgozatot írt egy héber folyóiratnak és héber szövegeket fordított magyarra. A tiszaeszlári per kezdetén a Debreceni Ellenőrben megjelent cikkei felhívták rá több fővárosi lap figyelmét, melyeknek aztán a per folyamán tudósításokat küldött a helyszínről. Olyan szenvedélyes cikkekben védte hittársait a vérvád ellen, hogy élete is veszélyben forgott. Az európai sajtó egy része az ő Pester Lloydba írt cikkei alapján tájékozódott a per állásáról. 1884-ben a Jüdische Pester Zeitung című héber betűs német napilapot szerkesztette, majd 1886-ban Bogdányi Mórtól megvásárolta az Egyenlőség című zsidó felekezeti és társadalmi hetilapot, melyet haláláig szerkesztett.
Lapjával azt a felfogást képviselte, hogy a zsidóságot Magyarországon nem fajnak, hanem felekezetnek kell tekinteni, ugyanakkor igyekezett a magyar szellemet terjeszteni a zsidó felekezeti életben A keresztény-zsidó házasságok törvénybe iktatásának megvalósulása, az izraeliták névmagyarosításának ügye, az Izraelita Magyar Irodalmi Társulat szervezése különösen sokat köszönhetett neki. Elhunyta után fia, Szabolcsi Lajos vette át a lap szerkesztését.
Szerkesztette és részben írta A zsidók története című hatkötetes munkát (1908–1909), Heinrich Graetz híres könyvének magyar átdolgozását.
Második házastársa: Tiroler Anna (1870–1918), Tiroler Ármin és Hübsch Janka lánya.

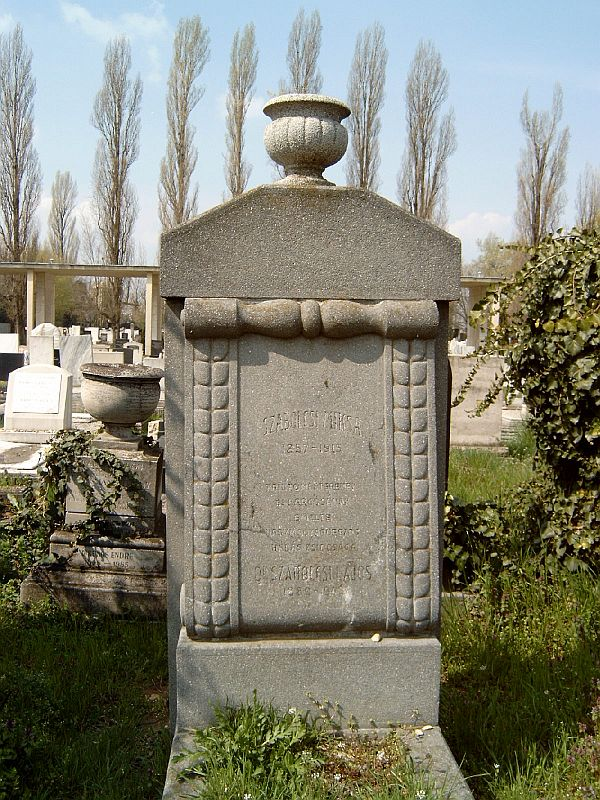
Szabolcsi Lajos író, újságíró és Szabolcsi Miksa (1857–1915) újságíró sírja Budapesten. Kozma utcai izraelita temető: 5B-11-20.

## Művei
- Magyar Szanhedrin. 1878 (Talmudfordítás)[2]
- Aradi áldás, aradi theologia. Budapest, 1895[3]
- Olasz zsidók között. 1903[2]
- Német zsidók között. 1903[2]
- Gyöngyszemek a Talmudból és a Midrasból. Budapest, 1906 (Magyar–Zsidó Könyvtár)[4]
- Zsidó témák. Két elbeszélés. Budapest, 1908.[5]
- Heinrich Graetz: A zsidók egyetemes története I–VI. Szerk. Szabolcsi Miksa. Budapest: Phönix Irodalmi Részvénytársaság. 1906–1908.  (elektronikus kiadás: , , , , , )[6]
- Hitvita. Izsák ben Ábrahám Troki Chizuk emunája nyomán összeállította és bevezetéssel ellátta Szabolcsi Miksa. Budapest, 1908.[7]